# قصر شهوند
قصر شهوند (بالفارسية: کاخ شهوند) هو قصر تاريخي يعود إلى عصر القاجاريون، ويقع في طهران.